# Трояновская волость (Рославльский уезд)
Трояновская волость — административно-территориальная единица в составе Рославльского уезда Смоленской губернии.
Административный центр — село Трояново.

## История
Волость была образована в ходе реформы 1861 года.
В 1922 году Трояновская волость была упразднена, а её территория включена в состав Костыревской волости.
Ныне вся территория бывшей Трояновской волости входит в Рославльский район Смоленской области.